# Gary Pallister
Gary Andrew Pallister, född 30 juni 1965, är en engelsk före detta fotbollsspelare, mest känd för sina nio år i Manchester United från 1989 till 1998. Han spelade också 22 landskamper för Englands landslag mellan 1988 och 1996.

## Karriär
Gary Pallisters fotbollskarriär började i amatörlaget Billingham Town FC. När han var 19 år gick han med i sitt favoritlag från sin barndom, Midlesbrough, som försvarare. Han gjorde 156 ligamatcher på nästan fem säsonger. Han var utlånad till Darlington FC 1985 där han spelade 7 ligamatcher. Den 29 augusti 1989 gick han till Manchester United för 2,3 miljoner pund. Det var det nationella rekordet för en försvarare på den tiden, det var också det högsta priset mellan två engelska klubbar och det näst högsta priset som blev betalt av en engelsk klubb - tvåa efter Ian Rushs återvändo till Liverpool från Juventus ett år tidigare.
Redan som 24-åring var han en av de mest respekterade försvararna i England, han började spela i Englands landslag 1988, alltså innan han började spelade i Manchester United när han fortfarande spelade i Middlesbrough i Division två. Senare det året hjälpte han Middlesbrough att vinna sin andra uppflyttning till Division Ett, bara två år efter laget nästan gått i konkurs, men de lyckades inte vara kvar där och blev åter nerflyttade säsongen 1988–1989. Som en av de högst rankade försvararna i England blev hans dagar på Ayresome Park (Middlesbroughs dåvarande arena, den nuvarande heter Riverside Stadium) nedräknade när de blev nerflyttade men han stannade säsongen 1989–1990 innan hans flytt till Man United var färdig.
Trots allt var det hans excellenta försvarsspel som hjälpte Man United till ligasegern och tillsammans med Steve Bruce i försvaret skapades ett av de bästa mittbacksparen i klubbens historia. Säsongen 1992–1993 gjorde han ett minnesvärt mål i den sista hemmamatchen mot Blackburn. På tilläggstid slog han en frispark nere vid stolproten strax utanför straffområdet, och satte segermålet 2-1. Det var hans första mål för säsongen och sammanfattade en otrolig säsong för Man United. Han var partner med Bruce i mittförsvaret praktiskt taget alla matcher tills Bruce lämnade för Birmingham gratis i slutet av säsongen 1995–1996. Det följande året spelade Pallister spela med David May eller Ronny Johnsen, vilket ledde till Manchester Uniteds 4:e ligatitel på fem säsonger.
Pallisters sista säsong i Manchester United var säsongen 1997–1998, då kom de tvåa i ligan efter Arsenal som vann med en poäng.
Under sin tid i Manchester United vann han FA-cupen 1990, 1994 och 1996, Cupvinnarcupen 1991, Ligacupen 1992, Premier League 1993, 1994, 1996 och 1997. Han var också med och kom tvåa i Premier League 1992, 1995 och 1998, och när de kom tvåa i Ligacupen 1991 och 1994 och i FA-cupen 1995. När Pallister lämnade Old Trafford efter nio år var han den enda spelaren som vunnit alla medaljer under Alex Fergusons ledning, och tvåa bakom Steve McClair (som lämnade Manchester United ungefär vid samma tidpunkt) som har spelat näst längst i klubben.
Han har gjort många avgörande mål för Manchester United. Till exempel kvitterade Pallister i FA-cup-semifinalen mot Crystal Palace på Villa Park. I april 1997 gjorde han två mål mot Liverpool som Manchester United sedan vann med 3-1 borta på Anfield. De två målen var de sista han gjorde för klubben.
Han köptes tillbaka till Middlesbrough för 2,5 miljoner pund i juli 1998, där han gjorde ett mål mot Southampton på 55 ligamatcher, han spelade också 2 matcher i FA-Cupen och 4 matcher i Ligacupen.
Han slutade spela fotboll säsongen 2000–2001.

## Meriter

### Klubb
Manchester United
- Premier League (4) = 1992–1993, 1993–1994, 1995–1996, 1996–1997
- FA-Cupen (3) = 1990, 1994, 1996
- Engelska Ligacupen (1) = 1990
- FA Charity Shield (5) = 1990, 1993, 1994, 1996, 1997
- Cupvinnarcupen (1) = 1991
- UEFA Super Cup (1) = 1991